# Echinocereus bakeri
Echinocereus bakeri, es una especie de planta suculenta perteneciente al género Echinocereus, dentro de la familia Cactaceae. Se distribuye por los estados de Arizona, Nevada y Utah, en los Estados Unidos.   

## Descripción
Echinocereus bakeri es una especie de cactus que se ramifica y forma montículos, los cuales pueden albergar hasta 500 brotes. Los tallos individuales son erectos, con una forma que varía entre ovoide y cilíndrica. Presentan una epidermis de color verde oscuro y alcanzan alturas de entre 13 y 30 cm, con un diámetro de entre 4 y 5 cm. Las raíces son fibrosas y ramificadas.

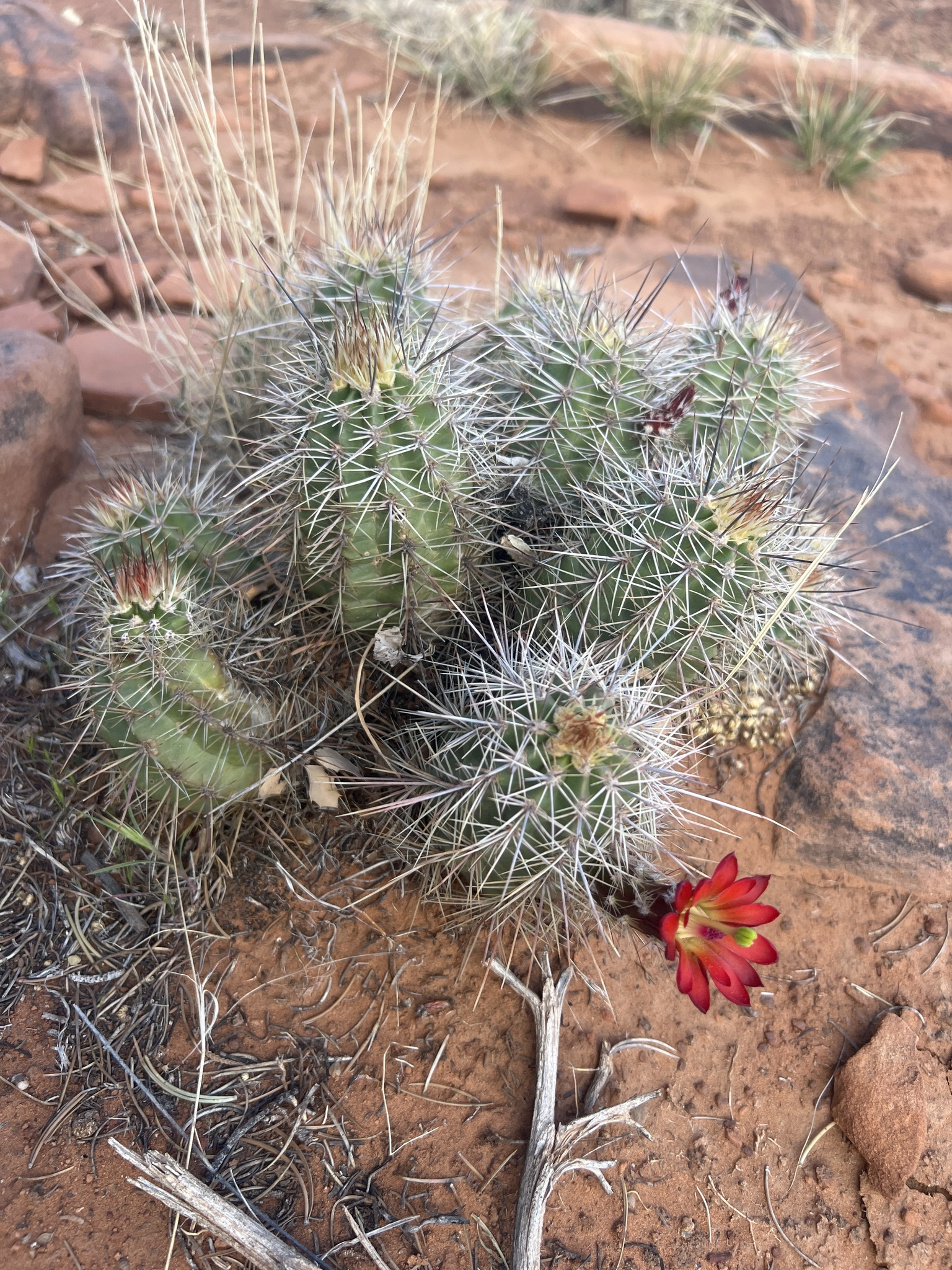
Porte de la planta

La planta posee entre 9 y 11 costillas ligeramente tuberculadas, con un ancho de entre 0,5 y 1,5 cm, y una altura de entre 0,5 y 1 centímetro. Sobre las costillas se disponen areolas redondas, de 3 a 5 mm de diámetro y separadas entre 0,8 y 2 cm. Cada areola presenta entre 1 y 2 espinas centrales (en raras ocasiones hasta 3 o 4), de 2 a 4,5 cm de largo, rígidas y extendidas. Estas espinas son inicialmente de color marrón amarillento, volviéndose grises con el tiempo. Además, se desarrollan entre 7 y 11 espinas radiales, rectas y en forma de aguja, con longitudes de entre 0,5 y 3 cm. Al inicio son blancas y adquieren una tonalidad grisácea a medida que envejecen.
Las flores tienen forma de embudo corto y presentan un color rojo con tinte azulado, aunque en ocasiones son rosa-morado, con la garganta amarilla. Miden entre 5 y 7 cm de largo y de 3,5 a 4,5 cm de diámetro. Los botones florales son redondeados, de color rojo, con espinas y una textura afieltrada. El tubo floral, de color verde oscuro, rojizo o marrón, mide entre 2 y 4 cm de largo y entre 1,5 y 2 cm de ancho. El pericarpelo, u ovario, tiene un color verde oscuro y mide de 1,5 a 2 cm de largo, con un diámetro de entre 1 y 1,5 cm. Está cubierto por areolas que contienen de 12 a 15 espinas de entre 0,7 y 1 cm, de color amarillo marrón con la punta oscura.

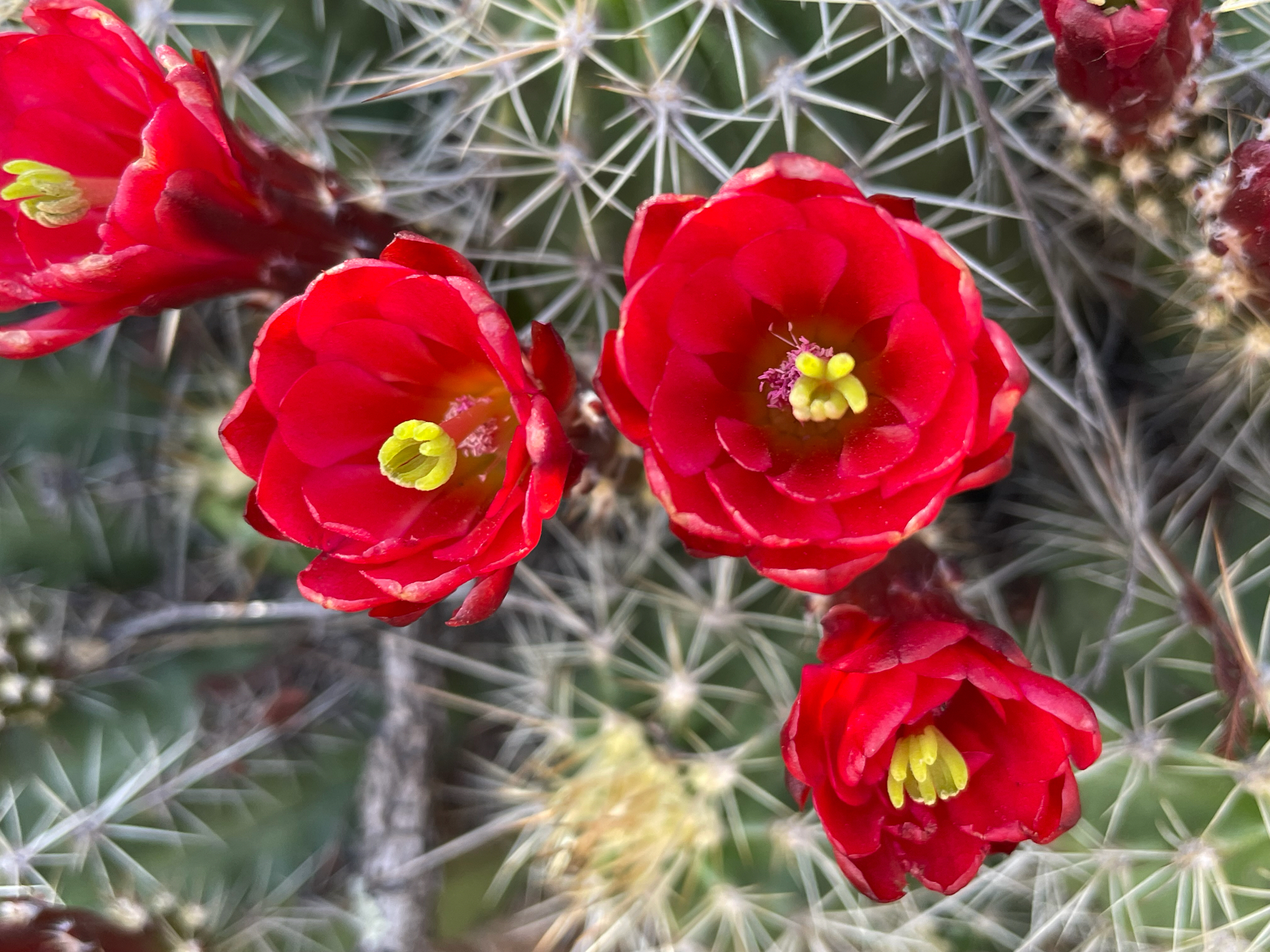
Detalle de las flores

Los pétalos miden de 1,4 a 2,5 cm de largo y hasta 1 cm de ancho. La cámara de néctar tiene una longitud de entre 6 y 9 mm y un ancho de entre 2 y 3 mm. Los estambres presentan filamentos de entre 1,2 y 4 cm de largo, de color blanco en la base y rosados en la parte superior. Las anteras son moradas y el polen es amarillo. El estilo mide entre 4,8 y 6 cm y presenta un color amarillo verdoso. El estigma tiene entre 7 y 12 lóbulos de color verde.
Los frutos requieren entre dos y tres meses para madurar. Tienen forma redonda u ovalada, con una longitud de entre 2 y 3 cm y un ancho de entre 1,5 y 2 cm. Pueden ser de color morado marrón, naranja o, en casos poco comunes, rosa. La pulpa es blanca y, al alcanzar la madurez, los frutos se abren por los lados. En su interior contienen semillas negras, que miden de 1,4 a 1,6 mm de largo y de 1,2 a 1,4 mm de ancho. 
La planta presenta un sistema reproductivo diverso, con ejemplares dioicos y ginodioicos. Existen plantas con flores femeninas (pistiladas), otras con flores masculinas (estaminadas) y algunas con flores bisexuales (hermafroditas). Además esta especie es tetraploide, con un número de cromosomas de n = 22.

## Distribución y hábitat

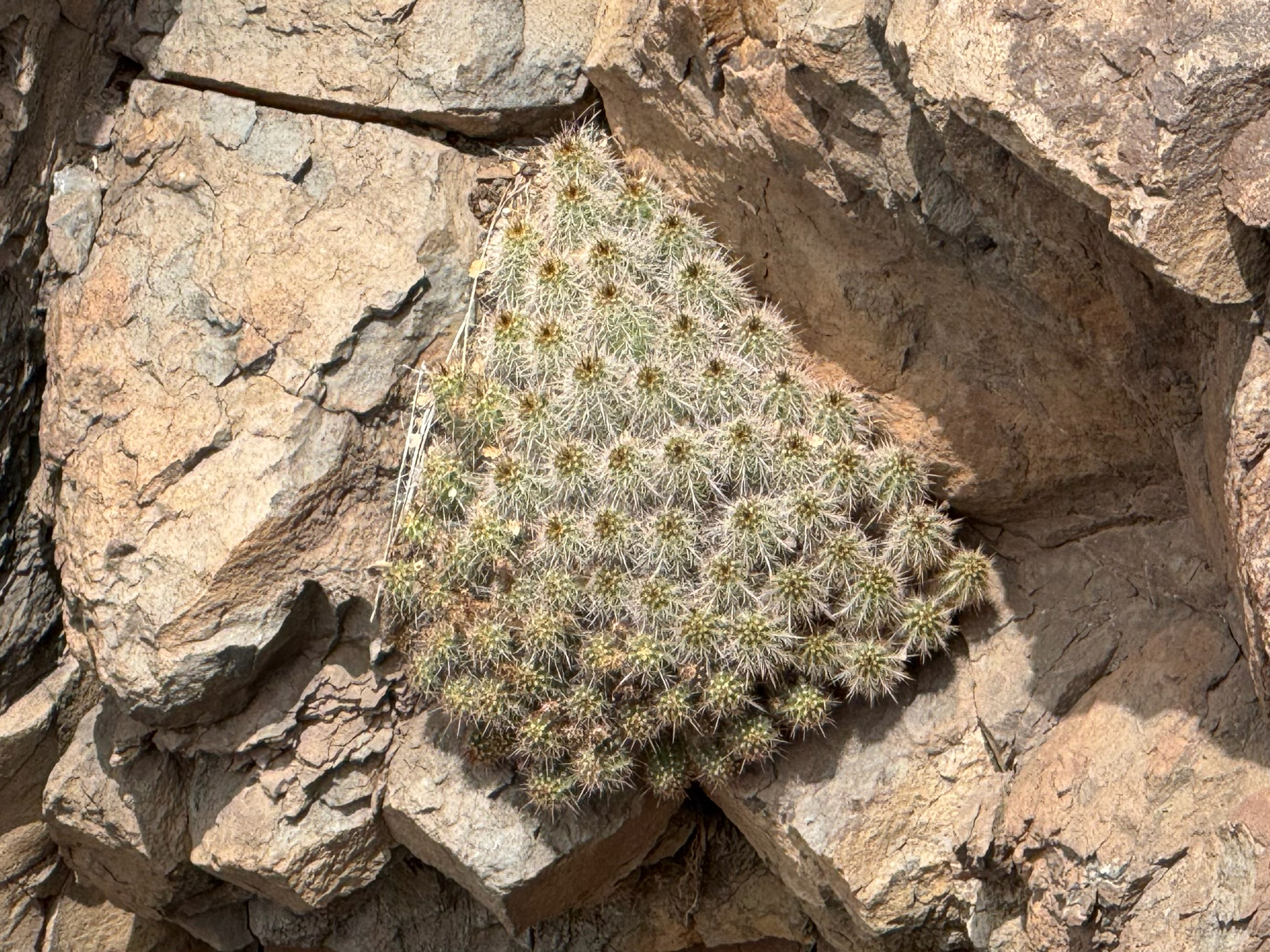
Planta en su hábitat, creciendo sobre rocas

El área de distribución nativa de esta especie abarca los estados de Arizona, Nevada y Utah, en los Estados Unidos. Crece principalmente en biomas desérticos o de matorrales secos, sobre suelos de grava pedregosa, a altitudes que oscilan entre los 500 y los 2450 metros sobre el nivel del mar.

## Taxonomía
Echinocereus bakeri fue descrita por los botánicos Wolfgang Blum, Traute Oldach y Jörn Oldach, y publicada por primera vez en la revista científica Cactus-Aventures International 106–107: 22–30 en 2015.
Etimología
- Echinocereus: nombre genérico formado a partir de las palabras latinas ĕchīnus (que significa ‘erizo’) y cereus (que se traduce como 'vela' o 'cirio'), en alusión a los tallos cortos, columnares y espinosos que presentan las especies de este género.[5]
- bakeri: epíteto específico otorgado en honor a Marc. A. Baker, quien, gracias a sus investigaciones de campo, contribuyó a una mejor comprensión del género Echinocereus en Estados Unidos.[2]

## Usos

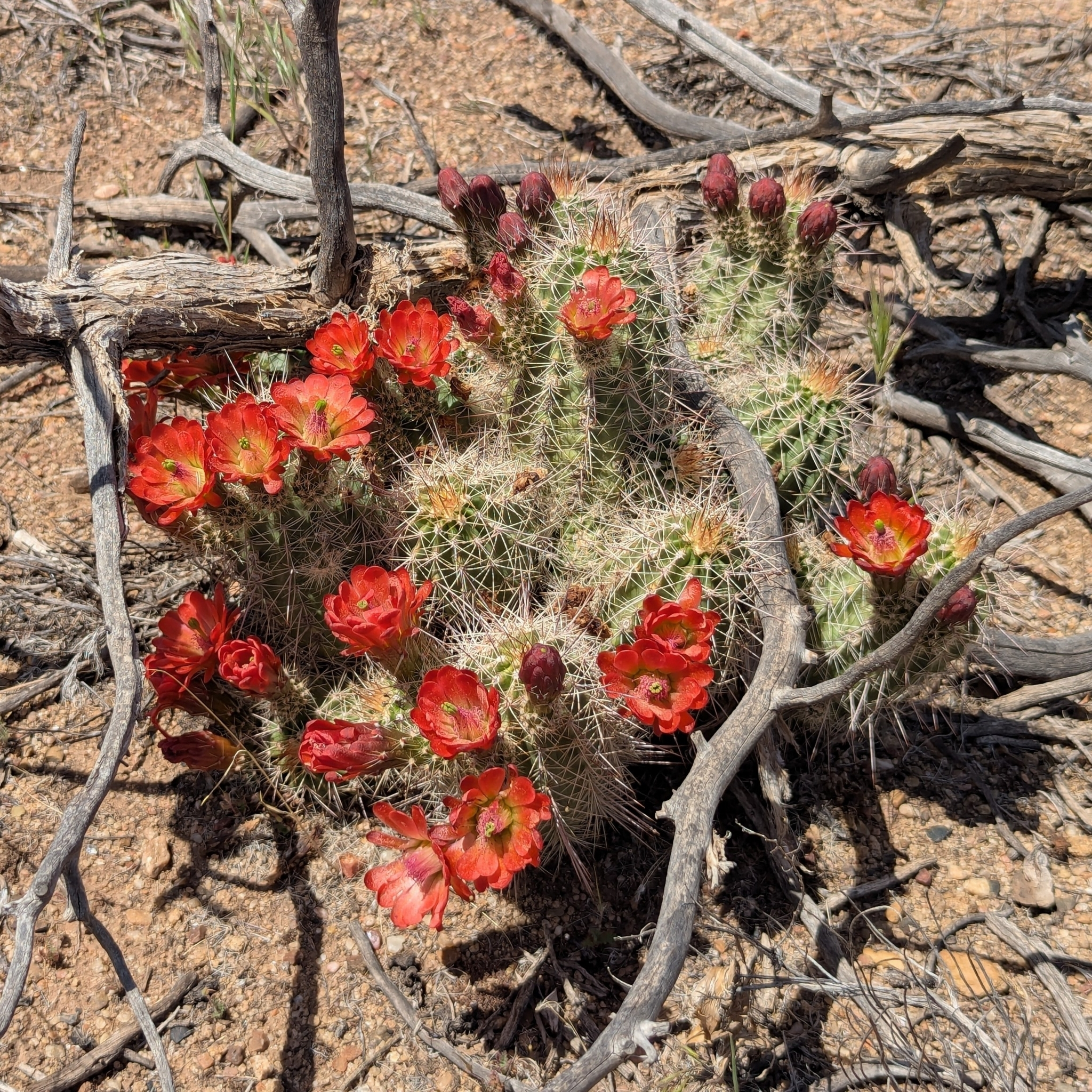
Planta en flor

Echinocereus bakeri es una especie de cactus de crecimiento lento, que aunque no se cultiva a gran escala con fines comerciales, se valora en jardinería ornamental por su forma característica y la apariencia llamativa de sus flores. Se adapta bien a suelos secos y rocosos, y responde favorablemente a condiciones de exposición solar total, aunque también puede desarrollarse en sombra parcial. Requiere un sustrato con buen drenaje para evitar el encharcamiento y la pudrición de raíces. Tolera ambientes áridos y presenta una baja demanda hídrica. El riego debe realizarse solo cuando el suelo se encuentra completamente seco, aproximadamente cada dos semanas, y con menor frecuencia durante el invierno.
No muestra una alta susceptibilidad a plagas ni enfermedades. Sin embargo, puede presentar infecciones fúngicas o infestaciones por cochinillas en condiciones de exceso de humedad. Un drenaje adecuado y el control del riego ayudan a prevenir estos problemas. La propagación puede lograrse mediante esquejes de tallo, preferentemente en primavera, o mediante semillas, que deben sembrarse en un sustrato bien drenado y mantenerse húmedas hasta su germinación.